# Quai Paul-Vautrin
Pour les articles homonymes, voir Vautrin.
Le quai Paul-Vautrin est une voie de Metz en Moselle.

## Situation et accès
Le quai, d'une longueur d'environ 190 mètres, se situe le long de la Moselle dans Metz-Centre.

## Origine du nom
Il porte le nom de l'homme politique français et maire de Metz de 1924 à 1938 Paul Vautrin (1876-1938).

## Historique
La commanderie de l'ordre de Malte se situait dans ce lieu, appelée le petit Saint Jean. Il portait le nom de quai Sainte Marie dû à la présence de l'abbaye Sainte Marie installée depuis 1560 après la construction de la citadelle.
Vers 1740, un grand caveau est construit ainsi que le mur du quai Saint-Louis entre 1755 et 1757. Un bâtiment de trois étages sur rez de chaussée est aménagé en 1765.
Durant la Révolution, il prend le nom de quai Jean Jacques Rousseau, le trottoir du quai est construit en 1877.